# Hyperaeschra stragula
Hyperaeschra stragula är en fjärilsart som beskrevs av Augustus Radcliffe Grote 1864. Hyperaeschra stragula ingår i släktet Hyperaeschra och familjen tandspinnare. Inga underarter finns listade i Catalogue of Life.